# Normangee
La ville de Normangee est située dans les comtés de Leon et Madison, dans l’État du Texas, aux États-Unis. Sa population s’élevait à 685 habitants lors du recensement de 2010, estimée à 701 habitants en 2016.

## Source
- (en) Cet article est partiellement ou en totalité issu de l’article de Wikipédia en anglais intitulé « Normangee, Texas » (voir la liste des auteurs).